# Пнівська сільська рада
Пнівська сільська рада — орган місцевого самоврядування у Надвірнянському районі Івано-Франківської області з адміністративним центром у с. Пнів.

## Загальні відомості
Водоймища на території, підпорядкованій даній раді: річка Бистриця.

## Населені пункти
Сільській раді підпорядковані населені пункти:
- с. Пнів — населення 4 620 ос.; площа 25,360 км²; засн. в 1482 році
- с. Білозорина — населення 828 ос.; площа 7,430 км²
- с. Мозолівка — населення 972 ос.; площа 10,120 км²; засн. в 1589 році

## Склад ради
Рада складається з 30 депутатів та голови.

### Керівний склад ради
| ПІБ                       | Основні відомості                                                                          | Дата обрання | Дата звільнення |
| ------------------------- | ------------------------------------------------------------------------------------------ | ------------ | --------------- |
| Гладиш Василь Миколайович | Сільський голова, 1966 року народження, освіта вища                                        | 26.03.2006   | 31.10.2010      |
| Гладиш Василь Миколайович | Сільський голова, 1966 року народження, освіта вища, член політичної партії «Наша Україна» | 31.10.2010   |                 |

Примітка: таблиця складена за даними джерела